# Порбандар (княжество)

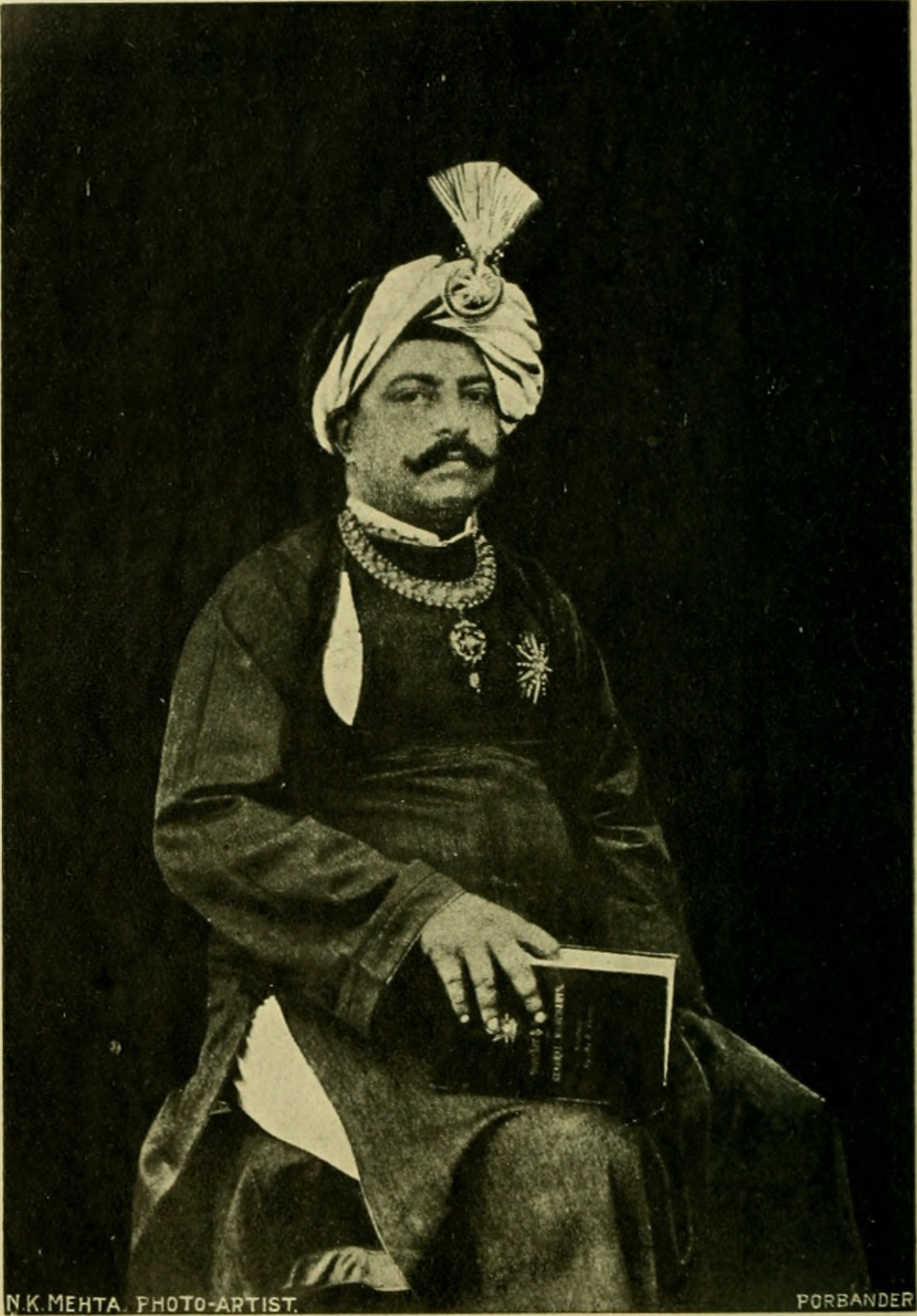
Махараджа Бхавсинхджи Мадхавсинхджи.

Торговый флаг Порбандара, принятый правителями королевства Джетва, изображал Ханумана, от которого дом Джетва вели свое происхождение.

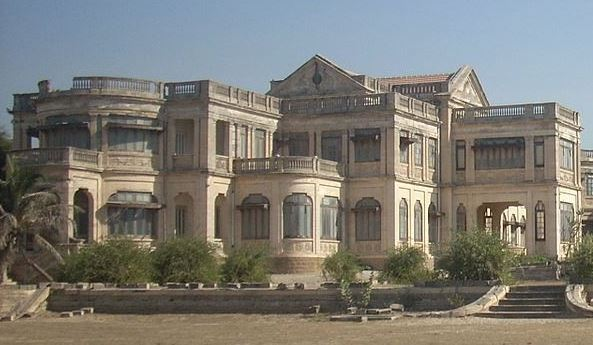
Дворец Хизур был построен последним правителем княжеского государства Пробандар, раной Натварсинхджи, в начале 20-го века

Княжество Порбандар (гудж. પોરબંદર રજવાડું) — туземное княжество во времена британского владычества, управляемого династией Джетва. Это было одно из немногих княжеских государств, имеющих выход в море.
Столицей государства был портовый город Порбандар. Наиболее крупные и важные города княжества — Бханвад, Чхайя, Ранпар и Шринагар. Ранее Шринагар служил столицей рода Джетва, затем Гумли был столицей, но был захвачен раджпутским кланом Джадеджа, однако, архитектурного наследия, построенные ими, все еще находится в Гумли. Во время британского владычества княжество занимало площадь 1663 квадратных километров (642 квадратных миль), включая 106 деревень, а население, в 1921 году, более 100 000 человек. Княжество имело доход в размере 21,00,000 рупий.

## История
В 1193 году государство Порбандар было основано правителем, изгнанным из княжества Морви. В 1307 году княжество было переименовано в Ранпур, а в 1574 году — в Чхайю. Наконец, в 1785 году государство вернулось к имени Порбандар. 5 декабря 1809 года Порбандар стал британским протекторатом, а с 1886 по 15 сентября 1900 года государством управляло Бомбейское президентство. Он был частью Агентства Катхиавар с 1819 по 1922 год.
В 1888 году, во время правления Викраматджи Химоджираджа, государство Порбандар запустило метровую железную дорогу под названием Порбандар Стейт Рейл, которая после обретения независимости была объединена с железной дорогой Саураштра.
После обретения Индией независимости в 1947 году княжество Порбандар присоединилось к Доминиону Индии. Оно было объединено с «Объединенным штатом Катхиавар», созданным 15 февраля 1948 года, и в конечном итоге стал частью современного штата Гуджарат.
Дедушка Махатмы Ганди, лидера индийского движения за независимость, Уттамчанд Ганди, а позже его отец — Карамчанд Ганди (1822—1885) и дядя — Тулсидас Ганди, служили деванами при ране княжества Порбандар.

## Правители
Государством Порбандар управляла раджпутская династия раджпутов Джетва. К 1947 году правители носили стиль «Высочества» и титул «Махарадж Рана Сахиб»; они имели право на салют из 13 пушек.

### Раны
- 1699—1709: Бханджи Сартанджи (? — 1709), старший сын Сартанджи Викматджи Джетвы, раны Порбандара (1671—1699).
- 1709—1728: Химоджи III Бханджи Сахиб (? — 1728), сын предыдущего
- 1728—1757: Викматджи III Химоджи Сахиб (? — 1757), сын предыдущего
- 1757 — 22 апреля 1813: Сартанджи II Викматджи (? — 232 апреля 1813), единственный сын предыдущего
- 22 апреля 1813 — 20 июня 1831: Химоджирай Халоджи (? — 20 июня 1831), старший сын предыдущего
- 20 июня 1831 — 21 апреля 1900: Викраматджи Химоджирадж (1 апреля 1819 — 21 апреля 1900), сын предыдущего
- 21 апреля 1900 — 10 декабря 1908: Бхавсинджи Мадхавсинджи (26 декабря 1867 — 10 декабря 1908), сын принца Мадхавсинджи Викраматджи (? — 1868) и внук предыдущего.
- 10 декабря 1908 — 1 января 1918: Натварсинхджи Бхавсинхджи (30 июня 1901 — 5 ноября 1979), единственный сын предыдущего

### Махараджа Рана Сахиб
- 1 января 1918 — 15 августа 1947: Натварсинхджи Бхавсинхджи (30 июня 1901 — 5 ноября 1979), единственный сын Бхавсинджи Мадхавсинджи, с 3 июня 1929 года — сэр Натварсинхджи Бхавсинхджи.

### Титулярные правители
- 15 августа 1947 — 5 ноября 1979: Натварсинхджи Бхавсинхджи (30 июня 1901 — 5 ноября 1979), единственный сын Бхавсинджи Мадхавсинджи.

## Символы

### Флаг
Флаг представляет собой вытянутый треугольник светло-оранжевого цвета с пурпурным пестрым краем; рядом с шестом — красный треугольник с двойным треугольным красным флагом на древке, длинная надпись красным цветом.

### Герб
На гербе изображен Хануман. Герб — это бык, а сторонники — два зубра. Девиз был «Шри Вусубх двудж йа Нума» (я кланяюсь тому, чей знак — бык)